# 17-та окрема конвойна бригада ВВ (СРСР)
17-та окрема конвойна ордена Червоної Зірки бригада (17 ОКБр, в/ч 7445) — з'єднання Внутрішніх військ МВС СРСР, що існувало у 1939—1992 роках. Місце дислокації — м.Одеса.
Після розпаду СРСР у 1992 році на базі бригади було сформовано 3-тю окрему конвойну бригаду ВВ (в/ч 3003).

## Історія
Наказом заступника народного комісара СРСР від 8 серпня 1944 року №1163 в Одесі створено 255-й полк НКВС СРСР.
27 квітня 1967 року, наказом МОГП СРСР № 0178 формується 276-й загін конвойної охорони МОГП СРСР (в/ч 6689), який в 1984 році введено в склад управління внутрішніх військ внутрішньої і конвойної охорони МОГП СРСР по Українській РСР.
30 вересня 1966 року в Одесі на базі спеціального моторизованого батальйону міліції МОГП СРСР сформовано 42-й спеціальний моторизований полк міліції в/ч 5441, який у 1986 році увійшов до складу 17-ї окремої конвойної бригади.
30 квітня 1986 року 255-й полк реорганізовано в 17-ту окрему конвойну бригаду (в/ч 7445).
1990 року до складу бригади введено окремий спеціальний моторизований батальйон міліції внутрішніх військ СРСР (в/ч 5510), сформований у м. Миколаїв, та окремий спеціальний моторизований батальйон міліції внутрішніх військ СРСР (в/ч 5511), який сформовано у м. Херсон.
2 січня 1992 року Миколаївський батальйон міліції реорганізовано в окремий батальйон Національної гвардії України (в/ч 7411), а 20 листопада 1995 року Указом Президента України №71/95 частину повернено до складу ВВ МВС України та реорганізовано в спеціальний моторизований батальйон міліції (в/ч 3056).
За роки існування підрозідлу військовослужбовці внутрішніх військ брали участь в інтервенції СРСР в Демократичній республіці Афганістан, брали участь у вирішенні міжнаціональних конфліктів в Закавказзі, у ліквідації наслідків аварії на Чорнобильській АЕС, охороняли закон та правопорядок у Вірменії, надавали допомогу в ліквідації наслідків землетрусу в Спітаку 1988 року; взяли участь у вирішенні національного конфлікту в Абхазії;